# Université de Bretagne-Occidentale
Vous lisez un « bon article » labellisé en 2013.
L'université de Bretagne-Occidentale (nom officiel : université de Brest, abrégée en UBO) est une université française pluridisciplinaire située dans le département du Finistère et la région Bretagne. Elle est implantée principalement à Brest, à Quimper sur le pôle universitaire Pierre-Jakez-Hélias, ainsi qu'à Morlaix. C'est l’une des quatre universités de l'académie de Rennes. 
Elle est créée en 1971 à partir de plusieurs composantes de l'université de Rennes implantées à Brest à partir de la fin des années 1950 à la suite des activités du comité d'étude et de liaison des intérêts bretons, et accède aux responsabilités et compétences élargies en 2010.
L'établissement est actif dans ses activités de recherche et d'enseignement dans les secteurs de la médecine, des sciences, et des sciences humaines. Elle est en particulier spécialisée dans le domaine des sciences de la mer, et est à ce titre membre de l'alliance universitaire transnationale de Sea-EU.

## Historique

### Genèse de l'université brestoise

#### Soutien du Celib
L'idée de créer un enseignement supérieur à Brest commence à apparaître après-guerre. Localement, elle est formulée dès 1954 par des intellectuels comme Auguste Dupouy ou Maurice Gravot et relayée par des enseignants du lycée de Brest regroupés autour d'Yves Le Gallo. Celui-ci publie à l'intention de la municipalité un rapport intitulé « Brest, son avenir et l'enseignement supérieur » en janvier 1957 ; il obtient assez vite le soutien du maire de l'époque Yves Jaouen et, dès le 25 mars de la même année, le conseil municipal adopte les conclusions de ce rapport par un vœu unanime.
« La position géographique de Rennes étant cependant assez éloignée de l'ouest de la Bretagne, il paraît souhaitable de créer dans cette partie de la Bretagne, à Brest par exemple, un enseignement de propédeutique. »
Le Gallo prend alors contact avec René Pleven qui préside à l'époque le comité d'étude et de liaison des intérêts bretons pour lui communiquer son rapport. Il reçoit une réponse positive de ce dernier dès le 29 juillet 1957 qui lui propose de présenter ses conclusions devant l'assemblée générale du CELIB qui doit se tenir le 28 octobre à Carhaix. Afin d'éviter une possible opposition rennaise, le secrétaire du CELIB Joseph Martray ainsi que son vice-président Michel Phlipponneau proposent de ne pas faire figurer ce point à l'ordre du jour, mais de l'aborder de façon informelle. Le projet reçoit ainsi le soutien de l'assemblée qui en fait un objectif prioritaire, et une délégation composée de René Pleven et de François Tanguy-Prigent rencontre le ministre de l'Éducation nationale René Billères le 23 janvier 1958. La création d'un collège scientifique universitaire est obtenue pour l'année suivante.
Au même moment, en octobre 1958, est décidée au niveau français la création de sept collèges scientifiques universitaires afin de développer en priorité l'enseignement scientifique et technique. Henri Le Moal, alors doyen de la faculté des sciences de Rennes et finistérien d'origine soutient la création d'une telle structure pour son établissement. Cependant, venant de Cornouaille, il soutient une implantation à Quimper, tout comme le préfet du département afin de regrouper les organes d'État dans la préfecture départementale. La mort du député-maire de Quimper et cofondateur du CELIB Joseph Halléguen un peu plus tôt empêche cependant la ville d'obtenir cette implantation, et le choix de Brest n'est pas contesté.
Du côté rennais, la nouvelle est accueillie favorablement, car cette création permet de faire face à l'augmentation du nombre d'étudiants consécutive au baby-boom, le développement de nouveaux sites universitaires en Bretagne devient une nécessité à partir de la fin des années 1950. L'université de Rennes, alors unique université de la région, se voit confier l'ouverture à Brest de plusieurs annexes, dont les deux collèges universitaires chargés de la propédeutique qui ouvrent ainsi en 1959 (Collège scientifique universitaire) et en 1960, le premier scientifique et le second littéraire,.

#### Vers une opposition rennaise
Les relations se tendent cependant entre la structure rennaise et ses antennes brestoises. Le nouveau maire de Brest Georges Lombard en évitant de consulter les responsables universitaires rennais prend contact avec le directeur général de l'enseignement supérieur afin d'obtenir la création d'un second collège universitaire, littéraire celui-ci. Après avoir obtenu une vague promesse de ce dernier, il fait voter le 29 février 1960 par le conseil municipal la construction de ce collège littéraire. La tension augmente davantage la même année avec l'élaboration d'un projet d'école nationale d'ingénieurs électriciens et radio-électriciens.
Dans le même temps, l'hégémonie universitaire rennaise commence à être remise en cause, notamment à la suite des actions du président du Conseil général de Loire-Inférieure Abel Durand qui souhaite que la Basse-Bretagne soit rattachée à la toute nouvelle académie de Nantes dont les contours sont alors en négociation,. Les tensions perdurent, et l'université de Rennes limite à plusieurs reprises le développement de son antenne : la création d'une école de médecine est obtenue de l'université rennaise en 1963, mais sa réalisation peine à s’effectuer, et en 1965 l'établissement rennais s'oppose à la mise en place d'un enseignement de droit et c'est à la municipalité brestoise de le financer. L'opposition entre les deux villes devient plus frontale à partir de 1965 lorsqu'est annoncée la création du centre national d'exploitation des océans : Rennes souhaite une implantation proche d'elle à Vannes et Lorient au sud, et à Saint-Malo et Dinard au nord, alors que Brest veut obtenir la plupart des implantations. Le maire de Brest parvient à obtenir en 1968 un arbitrage favorable à sa cause en jouant de l'opposition entre Paris contre Rennes.
Les structures brestoises continuent cependant de croître, et les collèges universitaires accèdent au rang de facultés, en 1966 pour la faculté de sciences et techniques, et en 1968 pour la faculté de lettres et sciences sociales. Ceux-ci sont rejoints en 1966 par une école de médecine, et en 1967 par un institut municipal de Droit financé par la municipalité. L'embryon d'une nouvelle université, alors traditionnellement structurée en quatre facultés (droit, lettres, médecine, et sciences), est ainsi mis en place. Ces composantes sont rejointes en 1968 par l'institut universitaire de technologie de Brest et en 1970 par l'institut universitaire de technologie de Quimper, dépendant eux aussi de l'université de Rennes. Les événements de mai 68 imposent la création de nouvelles universités par la Loi Faure. L'université de Rennes qui servait de tutelle aux composantes de Brest est scindée en deux universités : l'université Rennes 1 et l'université de Haute Bretagne.

### Création et développement

#### Débuts
L'université de Brest a été mise en place par arrêté ministériel le 27 mars 1969. Ses statuts ont été approuvés par arrêté ministériel le 4 novembre 1970. Elle a été érigée en établissement public à caractère scientifique et culturel, selon le décret no 70-1174 du 17 décembre 1970, à compter du 1er janvier 1971. Le nom breton de Skol-veur Breizh Izel est d'abord proposé comme nom pour l'établissement, mais le nom d'université de Bretagne occidentale est finalement retenu. La croissance en termes d'étudiants est rapide, les finistériens, qui représentent jusqu'alors le groupe le plus important d'étudiants de l'université de Rennes, s'inscrivant à présent dans cette université. Ceux-ci sont alors à 30 % d'origines paysanne et ouvrière, quand cette proportion, sur le plan national, n'est que de 13 %.
L'université continue son développement avec, en 1972, l'ouverture d'une unité d'enseignement et de recherche de droit et de sciences économiques à Brest, suivie en 1978, par l'ouverture d'une faculté d'odontologie, et en 1989 par l'ouverture de l'euro-institut d'actuariat Jean Dieudonné. Il est aussi décidé d'étendre l'université vers le sud de la Bretagne pour éviter qu'une nouvelle université n'y soit créée,. En 1973, l'institut universitaire de technologie de Quimper ouvre une antenne à Lorient avec un premier département d'hygiène et sécurité. Celui-ci est suivi en 1975 par un second département de génie thermique et énergie qui aboutit par la même occasion à la création d'un nouvel IUT de plein droit, l'institut universitaire de technologie de Lorient.
L'établissement brestois doit continuer de batailler contre ses homologues rennais pour affirmer sa place dans la région lors de sa première décennie d’existence. Le maire de Rennes, Henri Fréville, par ailleurs universitaire à Rennes 1, continue de vouloir affirmer la prédominance de sa ville en matière d'enseignement supérieur et obtient, par exemple, que l'école nationale supérieure des sciences appliquées et de technologie créée à Lannion soit rattachée à son université.

#### Incubation de l'université de Bretagne-Sud
L'université joue un rôle dans la création de la 4e université bretonne, l'université de Bretagne-Sud. Afin de faire face à l'augmentation du nombre d'étudiants à la fin des années 1980, l'ouverture d'une nouvelle université est projetée. Le comité interministériel d’aménagement du territoire dote le 4 octobre 1990 le site Lorient-Vannes du statut de pôle de développement universitaire (PDU). Plusieurs composantes sont ainsi ouvertes de 1990 à 1993 à Lorient et à Vannes. Une partie des ouvertures de filières est faite par les deux autres universités bretonnes, Rennes 1 et Rennes 2. Le travail de l'UBO se concentre sur le site de Lorient. L'IUT déjà présent depuis 1973 se voit enrichir d'un nouveau département d'organisation et gestion de la production en 1992. Il est suivi l'année suivante par l'ouverture d'un IUP génie des systèmes industriels. Des enseignements de sciences sont aussi introduits, avec en 1990 l'ouverture d'un DEUG de sciences ; une mention de DEUG identique est ouverte à Vannes la même année, porté celui-ci par l'université Rennes 1.
Lorsque cette nouvelle université ouvre finalement en 1995, l'intégralité des composantes ouvertes à Lorient et à Vannes lui sont ainsi léguées. Le site de Quimper, dont le transfert d'autorité est un temps envisagé, reste dans le giron de l'UBO.

#### Développements récents
L'université poursuit son développement, avec la création de nouvelles structures à partir de la seconde moitié des années 1990. L'institut universitaire européen de la mer (IUEM) est ouvert en 1997, suivi d'un institut d'administration des entreprises, l'IAE de Brest en 2001. Une filière de sport est créée pendant la même période. Un DEUG STAPS est ouvert en 1996 afin de décharger l'université Rennes 2, jusque-là la seule université bretonne à offrir cet enseignement. En 2000, cela aboutit à la création d'une UFR de STAPS. L'établissement récupère en 2007 la gestion de l'institut universitaire de formation des maîtres de Bretagne. Enfin, un mouvement de restructuration de ces composantes d'enseignement est engagé à la fin des années 2000, celles-ci passant de 21 à 13 entre 2008 et 2011.
Des partenariats sont développés à l'échelle de la région avec la mise en place de l'association « université de Bretagne » en 2001 qui réunit les quatre universités de l'académie de Rennes, suivie par la mise en place du PRES université européenne de Bretagne en 2007 qui élargit cette structure à des grandes écoles de la région. Une proposition de fusion de l'UBO et de l'université de Bretagne-sud est aussi évoquée en 2012 par Pascal Olivard qui dirige alors l'établissement brestois, selon lui pour contrebalancer le poids qu'occupent dans l'Ouest les universités rennaises et de l'université de Nantes, mais elle est aussitôt repoussée par cette université. En 2016, dans le cadre de la mise en œuvre des Comue (communautés d'universités et établissements), l'UBO rejoint l'université Bretagne-Loire (UBL) en tant que membre fondateur. L'UBL ayant été dissoute en 2019, l'UBO rejoint, à partir de janvier 2020, l'Alliance universitaire de Bretagne (AUB) sous la forme d'une coopération territoriale avec l'université de Bretagne Sud (UBS) et l’École Nationale des Ingénieurs de Brest (ENIB). 
Le mode de fonctionnement interne de l'établissement est aussi modifié à plusieurs reprises à partir de la fin des années 2000. En application de la loi relative aux libertés et responsabilités des universités, de nouveaux statuts sont adoptés, et l'université accède à l'autonomie au 1er janvier 2010. L'université prend le statut d'établissement public expérimental (EPE) au 1er mars 2025 au titre de l'ordonnance n° 2018-1131 du 12 décembre 2018,.

### Historique des présidents de l'université

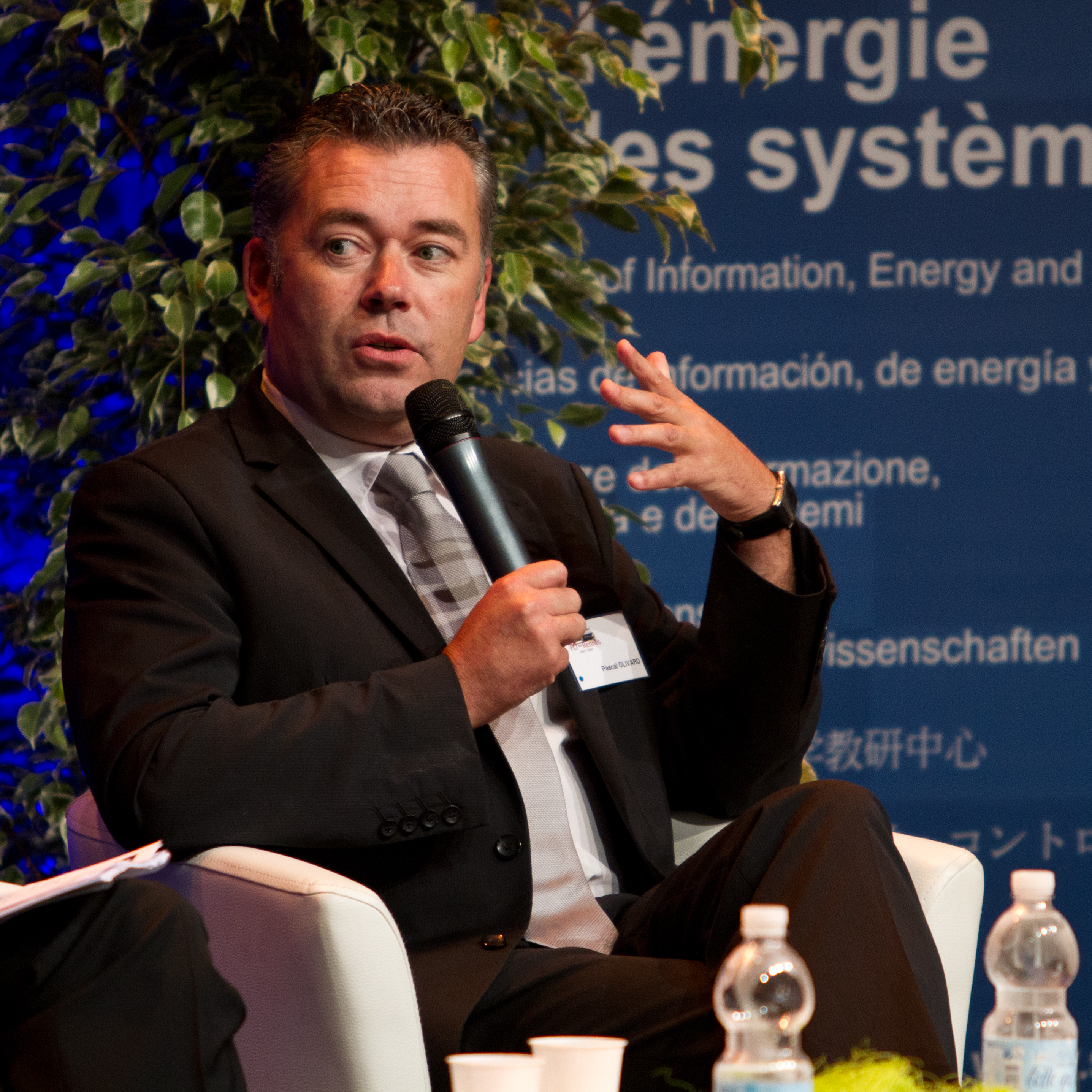
Pascal Olivard, président de l'établissement de 2007 à 2016.

| Identité                              | Période | Période                        | Durée |
| Identité                              | Début   | Fin                            | Durée |
| ------------------------------------- | ------- | ------------------------------ | ----- |
| Raymond-François Le Bris (né en 1935) | 1971    | 1972                           | 1 an  |
| Julien Querré (d) (1929 - 2018)       | 1972    | 1977                           | 5 ans |
| Michel Quesnel (d) (1928 - 2007)      | 1977    | 1982                           | 5 ans |
| Claude Babin (d) (1934 - 2022)        | 1982    | 1987                           | 5 ans |
| Firmin Tuffin (d) (né en 1940)        | 1987    | 1992                           | 5 ans |
| Jean-Claude Bodéré (né en 1942)       | 1992    | 1997                           | 5 ans |
| Pierre Appriou (d)                    | 1997    | 2002                           | 5 ans |
| Jean-Claude Bodéré (né en 1942)       | 2002    | 2007                           | 5 ans |
| Pascal Olivard (né en 1966)           | 2007    | 2016                           | 9 ans |
| Matthieu Gallou (d) (1972 - 2022)     | 2016    | 2022 (mort en cours de mandat) | 6 ans |
| Pascal Olivard (né en 1966)           | 2023    | En cours                       | 2 ans |

## Composantes
Les composantes de l'UBO sont les suivantes :

### Unités de formation et de recherche

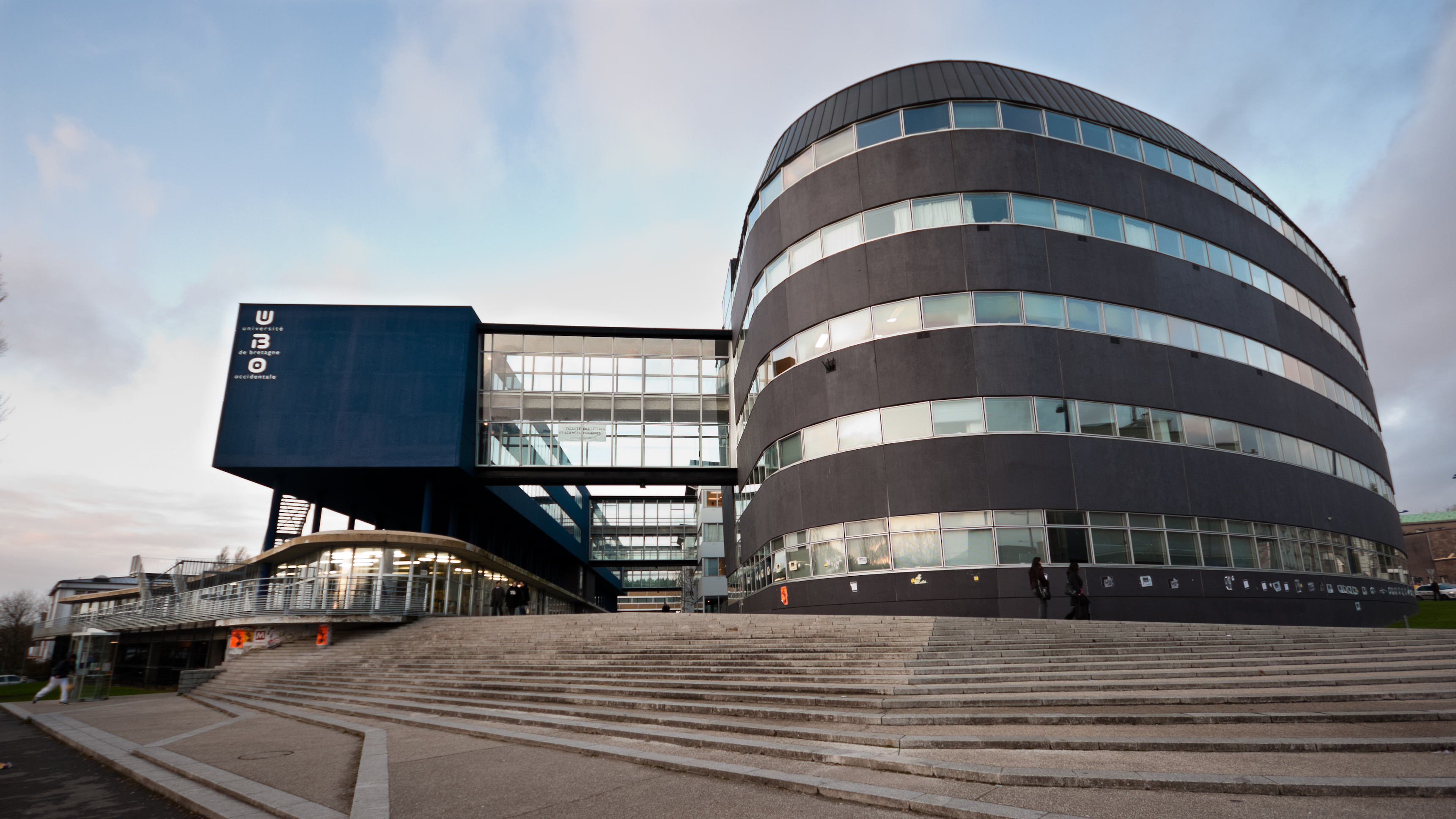
Le parvis de la fac de Lettre et des Sciences Humaines de l'UBO dans le centre-ville de Brest.

L’université est structurée autour de six unités de formation et de recherche créées à partir des années 1970. Elles ont la charge de la formation des étudiants, mais aussi d’une partie des activités de recherche via des laboratoires de recherche et des instituts. L’accession en premier cycle se fait de droit pour tous les titulaires d’un baccalauréat ou d’un titre équivalent.
Il s'agit des unités de formation et de recherche de lettres et sciences humaines (LSH), sciences et techniques (ST), de droit et sciences économiques (DES), de médecine, d'odontologie, de maïeutique, et de sport et éducation physique.
Les intitulés officiels sont aujourd'hui (en 2025) :
- faculté de lettres et sciences humaines
- faculté des sciences et techniques
- faculté des sciences du sport et de l'éducation
- faculté de médecine et sciences de la santé
- faculté d'odontologie
- faculté de maïeutique
- faculté de droit, économie, gestion et "AES" (administration économique et sociale)

### Instituts, écoles et département universitaire
Deux instituts universitaires de technologie, six écoles et instituts et un département universitaire font partie de l’établissement, ils peuvent sélectionner leurs étudiants à l'entrée de leurs formations.
Les deux IUT gérés par l'université sont l'institut universitaire de technologie de Quimper et l'institut universitaire de technologie de Brest. L'établissement compte par ailleurs l'institut d'administration des entreprises de Bretagne Occidentale, l'Institut de préparation à l'administration générale, l'Institut national supérieur du professorat et de l'éducation de Bretagne intégré en 2007, l'institut universitaire européen de la mer, l'école de Sages-Femmes, intégrée au 1er janvier 2020, ainsi que l'école supérieure d’ingénieurs en agroalimentaire de Bretagne atlantique que l'université a restructuré à la rentrée 2012,. Depuis la rentrée 2018, l'université accueille également un département universitaire d'orthophonie.

### Établissement-composante
Depuis le 1er mars 2025, l'université compte un unique établissement-composante:
- l'Institut national polytechnique de Bretagne (Bretagne INP) regroupant lui-même :
  - l'École nationale d’ingénieurs de Brest (INP-ENIB) ;
  - l'École supérieure d'ingénieurs en agroalimentaire de Bretagne atlantique (INP-ESIAB) ;
  - ainsi que l'Institut d'administration des entreprises de Brest (INP-IAE Brest).

### Écoles doctorales
L'université possède trois écoles doctorales « sciences de la matière de l'information et du vivant », « sciences de la mer », et « lettres, langues-société-gestion » et est coaccréditée pour deux autres écoles doctorales rattachées elles aux universités rennaises. L'ensemble de ces écoles doctorales est réuni au sein du collège doctoral international de l'université européenne de Bretagne
En 2011, 121 thèses ont été délivrées par l'établissement. Le taux de financement de celles-ci varie en fonction des écoles doctorales, se situant entre 93 et 100 % pour les sciences dures et entre 17 et 40 % pour les sciences humaines.

### Service commun de documentation

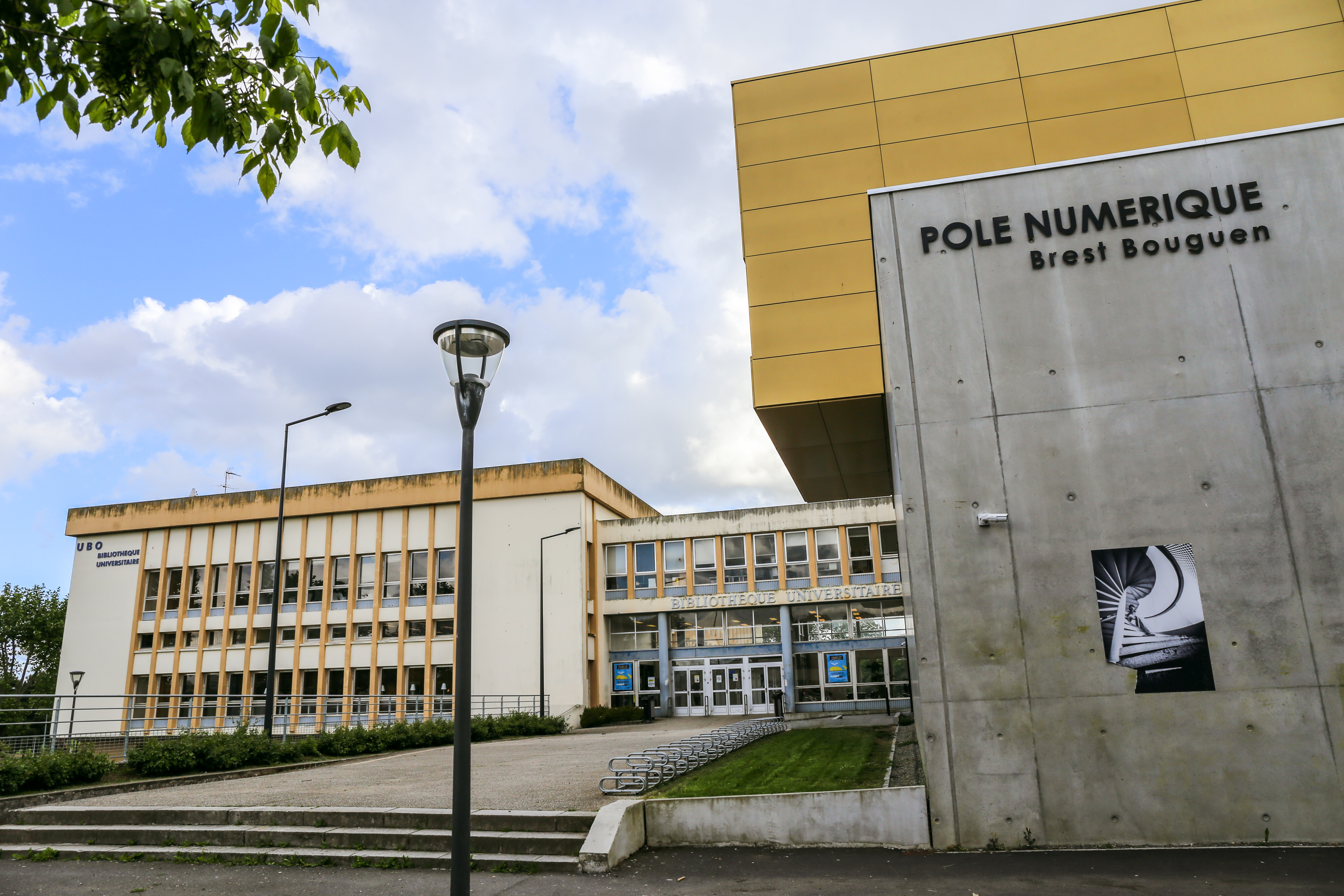
La bibliothèque du Bouguen et le pôle numérique de Brest.

Le service commun de documentation gère l’ensemble des fonds documentaires de l’université, celle-ci comptant un réseau de 12 bibliothèques, dont trois bibliothèques à Quimper et deux à Plouzané ; la plus grande étant celle de sciences humaines dans le centre-ville de Brest. Au total, elles disposent d'un espace de 2 500 places, dont 240 équipées de terminaux. Les horaires d'ouvertures sont variables mais vont jusqu'à 75 heures hebdomadaires,.
Les fonds documentaires de l'établissement se montent à 425 263 ouvrages en 2011, ainsi que 65 000 titres de revues électroniques. 4 564 titres de périodiques électroniques sont souscrits, ainsi que des abonnements à 26 bases de données donnant accès à 18 000 périodiques. Concernant l’acquisition de nouveaux fonds, environ 1,5 million d'euros par an sont investis pour l'achat de documentation papier et électronique, et 70 % du budget des bibliothèques concerne les dépenses documentaires électroniques.

## Implantations
L'université concentre la plupart de ses implantations à Brest, à Quimper et à Morlaix, mais dispose aussi d'antennes à Vannes, Rennes et Saint-Brieuc via son ESPE. Au total, l'établissement dispose d'une surface bâtie de 266 000 m2 répartis dans 78 bâtiments.

### Brest

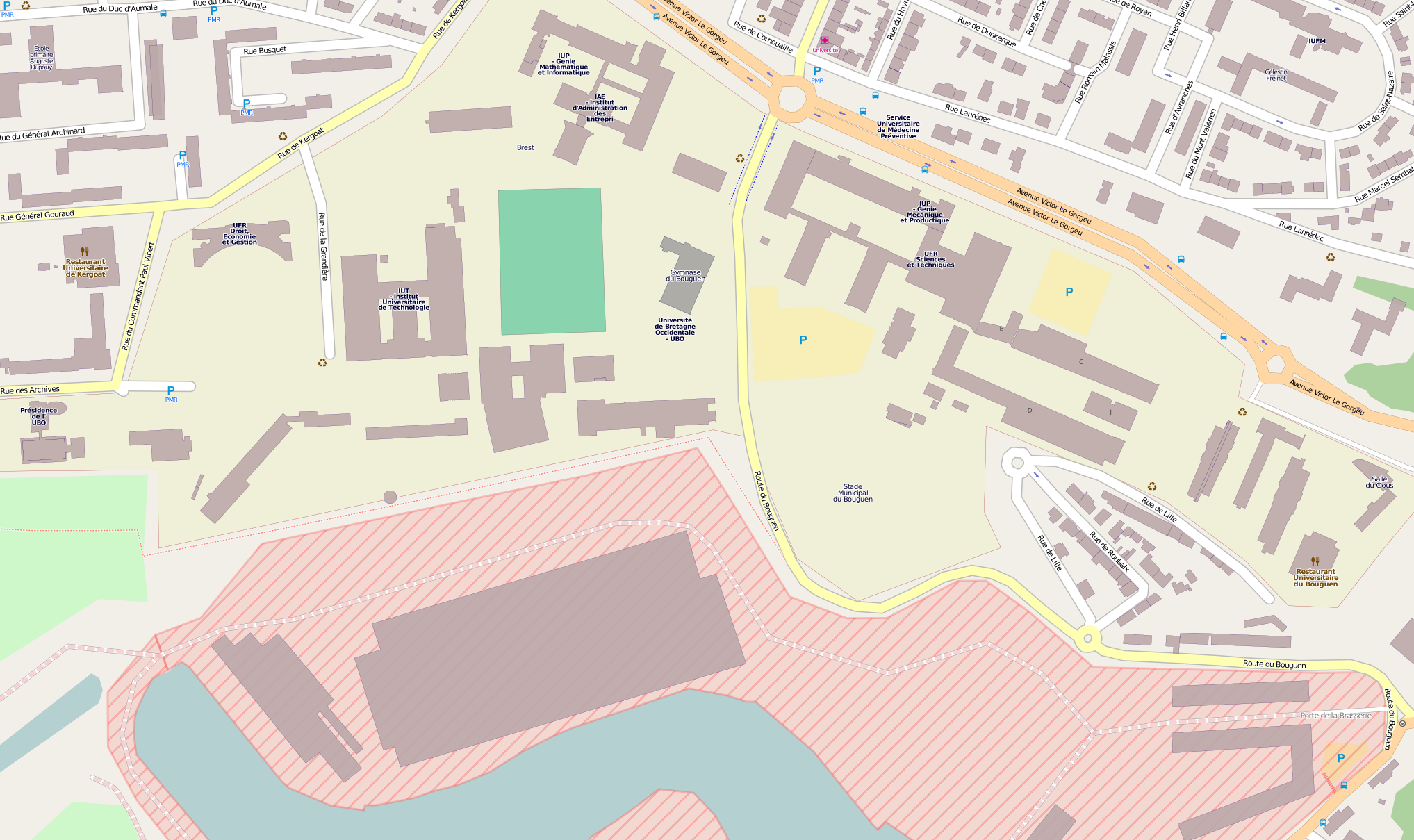
Carte du campus de Brest.

L'établissement dispose à Brest de plusieurs lieux d'implantations, principalement dans le centre-ville ainsi que dans le technopôle de la ville à Plouzané. Au total, environ 15 000 étudiants y suivent leurs scolarités, et la plupart des composantes y sont situées.
La première implantation de l'université concerne le collège universitaire scientifique et se fait dans des baraquements situés à côté de l'hôpital Morvan, à l'emplacement de la future faculté Segalen. Ils sont transférés en 1963 sur le plateau du Bouguen. En 1985, l'UFR de droit et sciences économiques s'y implante lui aussi. La faculté des lettres et sciences sociales est déménagée en 1994 dans son implantation actuelle. La « faculté Segalen » est inaugurée le 18 octobre 1994 par le président français François Mitterrand. Elle est construite dans le cadre du plan de modernisation des universités françaises « Université 2000 » avec un budget de 110 millions de francs, en même temps qu'un restaurant universitaire de 700 places construit lui avec un budget de 21,4 millions de francs.

### Quimper
L'université ouvre en 1992 à Quimper le pôle universitaire Pierre-Jakez-Hélias à une époque où des implantations universitaires sont développées dans le sud de la Bretagne. Ce campus comporte des antennes de plusieurs UFR, de l'École supérieure du professorat et de l'éducation, et de l'ESIABA. Au total, 2 400 étudiants y sont accueillis en 2012. L'université de Bretagne occidentale dispose d'un restaurant universitaire du Centre régional des œuvres universitaires et scolaires sur le Pôle universitaire Pierre-Jakez-Hélias depuis 2015.

### Morlaix
Le campus de Morlaix héberge les départements « Gestion administrative et commerciale des organisations » et « Génie civil » de l’IUT de Brest. Il accueille environ 300 étudiants dans les locaux rénovés de l’ancienne manufacture des tabacs, sur le port de Morlaix.

## Enseignement et recherche

### Formation

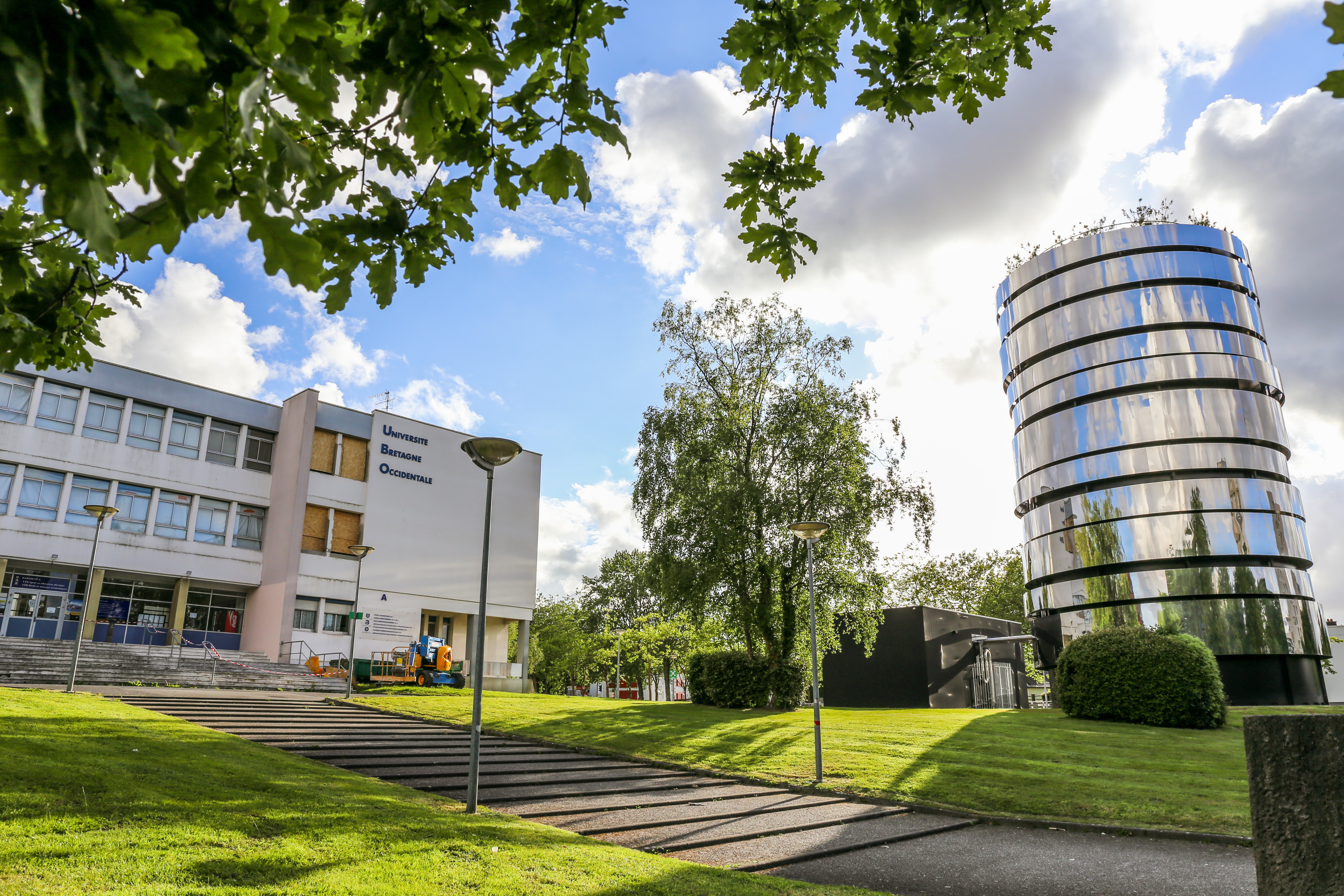
Site du Bouguen à Brest.

L'université de Bretagne occidentale propose à la rentrée 2010 un total de 30 mentions de licence, et délivre annuellement environ 5 500 diplômes.
La licence générale est délivrée dans plusieurs domaines qui se déclinent ensuite en mentions puis en spécialités. Il est proposé dans l'université une licence « arts-lettres-langues » qui compte trois mentions, une licence « droit, économie, gestion » qui compte cinq mentions, une licence sciences humaines et sociales qui compte sept mentions, une licence « sciences et techniques des activités physiques » qui compte deux mentions, et une licence « sciences, technologies, santé » qui compte 13 mentions. Lors de leurs évaluations par l'AERES, six de ces mentions ont obtenu la notation A ou A+, 16 la notation B, et huit la notation C,. De plus, l’université propose l’enseignement de 26 mentions de licences professionnelles.
De la même façon, le master est délivré dans plusieurs domaines qui se déclinent ensuite en mentions puis en spécialités et éventuellement en parcours. Il est proposé dans cette université un master « sciences et technologies » avec 11 mentions et 20 spécialités, un master « sciences de la vie, de la santé et de l’écologie » avec une mention et 12 spécialités, un master « sciences humaines et sociales » avec 12 mentions et 40 spécialités.
Assurée par le Service universitaire de formation continue et d'éducation permanente, l'UBO propose une formation continue qui concerne 3500 stagiaires par an, et 1289 inscrits dans des parcours diplômants.

### Relations internationales
L'université a développé depuis sa création des conventions d'échanges comme Erasmus, la conférence des recteurs et des principaux des universités du Québec (CREPUQ), ou d'autres types d'échanges bilatéraux avec des universités étrangères. Au total en 2011, l'établissement compte un réseau de 150 institutions partenaires, et plus de 200 étudiants de l'université ont bénéficié d'une mobilité sortante. Pour l'année 2011-2012, et avec 1,23 % de ses étudiants inscrits issus d'un échange Erasmus, l'université figure à la 18e des universités françaises pour cette population.
Les étudiants étrangers représentent, avec environ 1 200 membres, 7 % de la population étudiante de l'université. Les étudiants venant de Chine, avec 27 %, suivis du Maroc, avec 15 %, sont les deux communautés les plus importantes. L’IUEM, l’IAE et l’UFR sciences et techniques rassemblent à eux seuls près de la moitié de ces étudiants.
La mobilité concerne également les enseignants et les chercheurs de l'université. Vingt aides financières de 1 000 € sont budgétées pour permettre aux membres de l'UBO d'effectuer des déplacements à l’étranger. Concernant l'accueil de membres d'établissements étrangers, l’équivalent de 36 mois de salaires de « professeurs invités » est réservé chaque année aux quatre grandes thématiques de recherche.
L'université est aussi membre de plusieurs réseaux académiques, comme l'alliance universitaire transnationale de Sea-EU depuis 2019, rassemblant en août 2022 9 universités européennes. Elle est aussi membre de l’Université de l'Arctique et participe à son programme d'échange universitaire north2north.

### Recherche
Les structures de recherche de l'université comptent en 2011 un total de 1 350 personnels de recherche et de 719 enseignants-chercheurs travaillant dans 35 unités de recherche, certaines travaillant avec des organismes de recherche nationaux français comme le CNRS ou IFREMER. Le taux de publiants parmi ceux-ci se situe en 2010 à environ 53 %, avec des disparités en fonction des champs académiques. Le budget alloué par l'université à la recherche se monte en 2010 à 9 millions d'euros, auxquels peuvent s'ajouter des financements extérieurs. La valorisation de la recherche s'effectue via une composante de l'université européenne de Bretagne (UEB), Bretagne-Valorisation, et pour la période 2008-2010, 13 brevets ont été déposés et cinq entreprises ont été créées à partir de travaux de l’UBO. Les activités sont regroupées par l'université autour de quatre axes.
- L'axe Sciences de la Mer compte 290 enseignants-chercheurs répartis majoritairement dans six unités mixtes de recherche qui sont regroupées dans l'institut universitaire européen de la mer. Les secteurs d'activités comptent la physique, les géosciences, l'économie, la microbiologie, la biologie, ainsi que la géographie et le droit[63]. Il apporte à l'université la moitié des crédits de recherche alloués toutes sources confondues : dotations des tutelles des laboratoires (MENSR, CNRS, IRD, Ifremer), contrats ANR, contrats européens, contrats entreprises, et activités d'expertises[64].
- L'axe Santé agro-alimentaire compte 163 enseignants-chercheurs répartis pour la plupart dans deux unités de recherches liées à l'INSERM, regroupées dans l'institut fédératif de recherche « ScinBioS ». Les secteurs d'activités comptent la génétique et les biotechnologies, ainsi que le traitement de l'information médicale[63].
- L'axe Math-STIC-Matière compte 238 enseignants-chercheurs répartis majoritairement dans huit unités dont deux unités mixtes de recherche. La plupart de ces unités travaillent avec d'autres établissements d'enseignement supérieur de la région comme Télécom Bretagne, l'université de Bretagne-Sud, l'école nationale d'ingénieurs de Brest, ainsi que l'école nationale supérieure des techniques avancées[63].
- L'axe Sciences Humaines et Sociales compte 250 enseignants-chercheurs qui sont répartis dans treize équipes de recherche, toutes regroupées dans la fédération de recherche « institut des sciences de l’homme et de la société de Brest (ISHS) ». Les secteurs d'activités vont de l'Histoire aux langues, en passant par le droit et les sciences économiques.

## Vie étudiante

### Évolution démographique
| 1959 | 1972  | 1975  | 1978  | 1981  | 1984  | 1987   | 1990   | 1993   |
| ---- | ----- | ----- | ----- | ----- | ----- | ------ | ------ | ------ |
| 248  | 5 704 | 7 842 | 8 404 | 8 816 | 9 626 | 10 997 | 15 386 | 19 789 |

| 1996   | 1999   | 2000   | 2001   | 2002   | 2003   | 2004   | 2005   | 2006   |
| ------ | ------ | ------ | ------ | ------ | ------ | ------ | ------ | ------ |
| 18 411 | 16 616 | 16 652 | 16 061 | 16 183 | 16 626 | 17 115 | 17 724 | 17 325 |

| 2007   | 2008   | 2009   | 2010   | 2011   | 2012   | 2013   | 2014   | 2015   |
| ------ | ------ | ------ | ------ | ------ | ------ | ------ | ------ | ------ |
| 16 849 | 18 107 | 18 286 | 17 059 | 16 683 | 17 174 | 17 413 | 18 002 | 18 757 |

| 2016   | 2017   | 2018   | 2019   | 2022   | - | - | - | - |
| ------ | ------ | ------ | ------ | ------ | - | - | - | - |
| 20 143 | 20 844 | 21 920 | 22 188 | 23 163 | - | - | - | - |

### Sport
Les équipes de l'université ont remporté en 2011 dix titres de champion de France universitaire. Des sportifs comme l'athlète Solen Désert, triple championne de France du 400 m, ou le nageur Johann Le Bihan, médaillé de bronze aux championnats d'Europe de natation 2000, sont passés par ce club.
Des activités sportives sont aussi organisées par l'université, qui peuvent être pratiquées dans le cadre de formations universitaires ou dans le cadre de loisirs. Les étudiants pratiquants des activités sportives sont réunis au sein de l'association « Asubo » qui est chargée par l'université de gérer ces activités et qui compte, en 2011, 450 licenciés. Un peu plus d'une quarantaine de sports sont ainsi proposés aux étudiants, dont quinze qui peuvent être pratiqués dans le cadre d'un cursus universitaire.

### Vie associative
Les activités associatives sont portées au niveau institutionnel par un « bureau vie étudiante », animé entre autres par trois vice-présidents étudiant. L'université dispense une formation aux responsables associatifs et les projets menés dans ce cadre associatif peuvent être reconnus dans le cadre des études dans une unité d'enseignement donnant droit à des ECTS. Un financement peut être assuré par un fonds de solidarité et de développement des initiatives étudiantes pour les différents projets associatifs. L'établissement compte 50 associations en 2013.
un fab lab à destination des étudiants et des enseignants-chercheurs est ouvert depuis janvier 2016. Il accueille environ 200 étudiants par semaine.

## Personnalités liées à l'université

### Enseignants
Plusieurs enseignants de l'université ont occupé une charge politique nationale, comme la secrétaire d'état des universités Alice Saunier-Seité, les ministres de la justice Marylise Lebranchu et Jean-Jacques Urvoas. Au niveau local, le maire de Brest François Cuillandre, les députés du Finistère Chantal Guittet et Pierre-Yves Cadalen, ou encore le sénateur du Finistère François Marc ont enseigné à l'université.
Par ailleurs, dans le domaine universitaire, le directeur de l'école nationale d'administration Raymond-François Le Bris a aussi enseigné dans cet établissement. Jacques Baguenard est professeur de sciences politiques et de droit constitutionnel de 1974 à 2014 et doyen de l'UFR Droit, économie et gestion.

### Étudiants

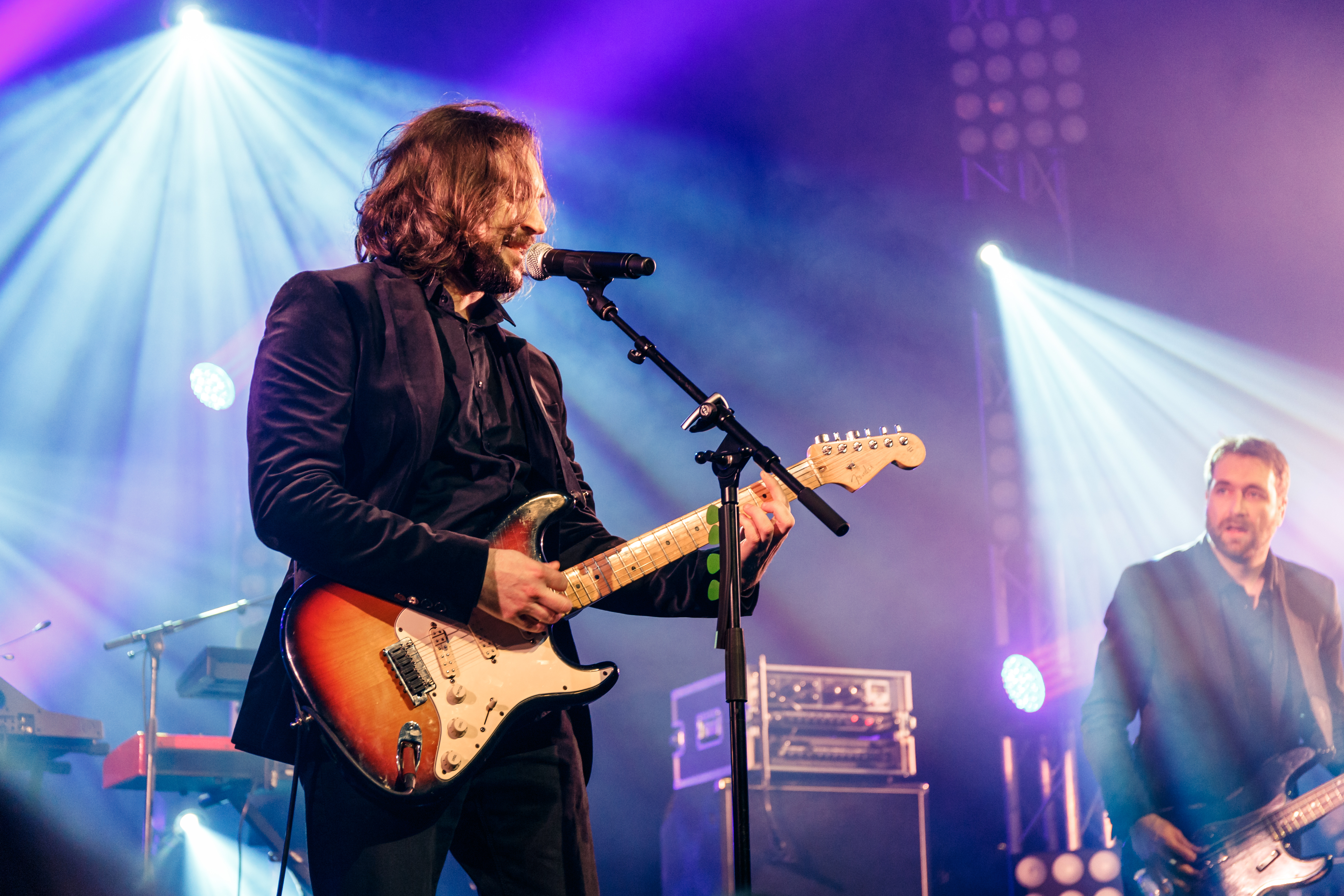
Plusieurs membres du groupe Matmatah sont issus de l'université.

Dans le domaine politique, plusieurs anciens étudiants de l’établissement ont occupé des postes divers, comme Kofi Yamgnane homme politique franco-togolais et secrétaire d’État, le maire de Carhaix Christian Troadec, l'ancien ministre de l'éducation nationale Benoît Hamon.
Dans le domaine des arts et des médias, Philippe Collin, animateur sur France Inter, Christophe Miossec, auteur, compositeur et interprète, plusieurs membres du groupe de rock Matmatah, Jean-Jacques Toux, cofondateur et programmateur du festival des Vieilles Charrues, ainsi que Rozenn Milin, première directrice générale de TV Breizh sont d'anciens étudiants de l'université, tout comme les joueurs et entraîneurs de football Paul Le Guen, et Christian Gourcuff.